# Psalm 98
Psalm 98 is de 98e psalm uit het boek Psalmen in de Hebreeuwse Bijbel (in de Griekse Septuagint en in de Latijn]se Vulgaat Psalm 97). De psalm heeft het Latijnse opschrift Cantate Domino.
Psalm 98 heeft zijn plaats in de reeks 'JHWH-is-koning'-psalmen, die behoren tot de reeks 93, 97-99. In de psalm wordt vaak uit Jesaja geciteerd.

## Structuur
De Duitse oudtestamenticus Hermann Gunkel stelde de volgende structuur voor:
- Deel 1: Vers 1-3:
  - Vers 1a: Hymne-inleiding: Uitnodiging tot lof van JHWH
  - Vers 1b-3: Hoofddeel: Beschrijving van de wonderen die verricht zijn door JHWH. De alleen door Hem gedane acties en de focus op Israël worden benadrukt.
- Deel 2: Vers 4-9
  - Verzen 4-8: Uitgebreide oproep tot het loven van JHWH
  - Vers 9: Hoofddeel

## Auteur
In de Hebreeuwse tekst staat de dichter van de psalm niet vermeld. In de Septuagint staat koning David vermeld als auteur, maar dat is gezien de vele citaten uit Jesaja, niet aannemelijk.

## Nieuwe Testament
Vers 3 wordt geciteerd in het loflied van Maria, het Magnificat (Lucas 1:54).

## Muziek
Psalm 98 is meermaals in het Nederlands berijmd op de melodieën van het Geneefse Psalter (berijming van 1773, berijming van 1967, De Nieuwe Psalmberijming).
"Joy to the World", een van de meest populaire Engelse kerstliederen, is een lyrische bewerking van Psalm 98. Het lied is in 1719 geschreven door Isaac Watts en op muziek gezet door Lowell Mason op een deuntje dat wordt toegeschreven aan Georg Friedrich Händel.
De Tsjechische componist Antonín Dvořák zette in 1894 een deel van Psalm 98 (samen met een deel van Psalm 96) op muziek als nummer 10 van zijn Bijbelse liederen. 
De Engelse dirigent John Rutter zette de psalm als het eerste deel van zijn koorwerk The Falcon.